# Prodromi (Cypr)
Prodromi (gr. Προδρόμι) – część gminy miejskiej Polis, na Cyprze, w dystrykcie Pafos. Leży na półwyspie Akamas. W 2011 roku liczyła 705 mieszkańców.